# Campionati del mondo di ciclismo su strada 2007 - Gara in linea maschile Under-23
La gara in linea maschile Under-23 dei Campionati del mondo di ciclismo su strada 2007 fu corsa il 29 settembre 2007 nel territorio circostante Stoccarda, in Germania, e affrontò un percorso totale di 171,9 km. Fu vinta dallo slovacco Peter Velits, che concluse il circuito in 4h21'22".

## Percorso
Il circuito della prova su strada era lungo 19,1 km. Dopo la partenza sull'Am Kochenhof, il percorso conduceva sull'Am Kräherwald (L1187) prima di un breve anello di 600 metri lungo la Lenzhalde e la Herdweg e caratterizzato dalle massime pendenze, al 13%. Rientrati sull'Am Kräherwald si proseguiva verso sud prima di entrare sulla Botnanger Straße per percorrere un altro anello. Si andava lungo la Herderstraße e la Rotenwaldstraße (L1015), salendo, con pendenze massime dell'8%, fino al Birkenkopf, il punto più alto di tutto il circuito, 450 m s.l.m.; quindi si scendeva – andando verso nord – lungo la Geißeichstraße (continuazione dell'Am Kräherwald, ma percorsa in senso inverso). Si giungeva nel distretto di Botnang, di nuovo sulla Botnanger Straße, e, correndo lungo il corso del fiume Feuerbach, si percorrevano la Beethovenstraße, la Regerstraße, la Furtwänglerstraße e la rettilinea Feuerbacher-Tal-Straße (K9501) risalendo sempre verso nord. Giunti sulla Stuttgarter Straße, una salita di 80 metri di dislivello lungo la Tunnelstraße, la Siemensstraße, la Maybachstraße e la Stresemannstraße (verso sud) riportava gli atleti alla zona del polo fieristico e al traguardo. Nella gara maschile Under-23 andavano completati nove giri (171,9 km).

## Squadre e corridori partecipanti
| N.     | Cod. | Squadra       |
| ------ | ---- | ------------- |
| 1-5    | GER  | Germania      |
| 6-11   | SLO  | Slovenia      |
| 12-17  | FRA  | Francia       |
| 18-23  | DEN  | Danimarca     |
| 24-29  | NED  | Paesi Bassi   |
| 30-35  | RUS  | Russia        |
| 36-40  | POR  | Portogallo    |
| 41-45  | ITA  | Italia        |
| 46-48  | ESP  | Spagna        |
| 49-53  | BEL  | Belgio        |
| 54-58  | SUI  | Svizzera      |
| 59-63  | LAT  | Lettonia      |
| 64-68  | USA  | Stati Uniti   |
| 69-71  | KAZ  | Kazakhstan    |
| 72-76  | LTU  | Lituania      |
| 77     | KEN  | Kenya         |
| 78-79  | LUX  | Lussemburgo   |
| 80     | AUT  | Austria       |
| 81-85  | NOR  | Norvegia      |
| 86-89  | MDA  | Moldavia      |
| 90-92  | GBR  | Gran Bretagna |
| 93-96  | AUS  | Australia     |
| 97-101 | POL  | Polonia       |

| N.      | Cod. | Squadra       |
| ------- | ---- | ------------- |
| 102-103 | COL  | Colombia      |
| 104     | CHN  | Cina          |
| 105-109 | CAN  | Canada        |
| 110     | ALG  | Algeria       |
| 111-113 | UKR  | Ukraina       |
| 114     | TUN  | Tunisia       |
| 115-118 | ARG  | Argentina     |
| 119-122 | BLR  | Bielorussia   |
| 123-125 | BRA  | Brasile       |
| 126-129 | EST  | Estonia       |
| 130-133 | HUN  | Ungheria      |
| 134-136 | IRI  | Iran          |
| 137-139 | IRL  | Irlanda       |
| 140-142 | JPN  | Giappone      |
| 143-146 | MAS  | Malaysia      |
| 147-148 | MEX  | Messico       |
| 149-152 | NZL  | Nuova Zelanda |
| 153     | ROU  | Romania       |
| 154-157 | RSA  | Sud Africa    |
| 158-160 | SRB  | Serbia        |
| 161-164 | SVK  | Slovacchia    |
| 165-167 | UZB  | Uzbekistan    |
| 168-169 | VEN  | Venezuela     |

## Ordine d'arrivo (Top 10)
| Pos. | Corridore            | Squadra       | Tempo    |
| ---- | -------------------- | ------------- | -------- |
| 1    | Peter Velits         | Slovacchia    | 4h21'22" |
| 2    | Wesley Sulzberger    | Australia     | s.t.     |
| 3    | Jonathan Bellis      | Gran Bretagna | s.t.     |
| 4    | Tom Leezer           | Paesi Bassi   | s.t.     |
| 5    | Danilo Wyss          | Svizzera      | s.t.     |
| 6    | Jonas Aaen Jørgensen | Danimarca     | s.t.     |
| 7    | Dominic Klemme       | Germania      | s.t.     |
| 8    | Florian Vachon       | Francia       | s.t.     |
| 9    | Vitalij Buc          | Ukraina       | s.t.     |
| 10   | Andrej Zejc          | Kazakistan    | s.t.     |